# Rachèle Vilarinho
Pour les articles homonymes, voir Vilarinho.
Rachèle Vilarinho, née le 8 février 1961 à Soissons, est une footballeuse française évoluant au poste de défenseur.

## Carrière

### Carrière en club
Rachèle Vilarinho évolue de 1975 à 1982 au Stade de Reims ; elle y remporte le Championnat de France à quatre reprises (1976, 1977, 1980 et 1982).

### Carrière en sélection
Rachèle Vilarinho compte deux sélections en équipe de France entre 1978 et 1979. 
Elle reçoit sa première sélection en équipe nationale le 3 juin 1978, en amical contre le pays de Galles (match nul 1-1). Elle joue son dernier match le 24 février 1979, en amical contre le pays de Galles (victoire 6-0).

## Palmarès
- Championnat de France en 1976, 1977, 1980 et 1982 avec le Stade de Reims